# 菱北街道
菱北街道，是中华人民共和国安徽省安庆市宜秀区下辖的一个乡镇级行政单位。

## 行政区划
菱北街道下辖以下地区：
舒巷社区、菱北社区、刘纪社区、乌岭社区、尤林社区、同安社区、晶海社区、罗冲社区、天柱社区、天宝社区、盛塘社区和光彩社区。